# Лагенн-сюр-Авалуз
Лагенн-сюр-Авалуз (фр. Laguenne-sur-Avalouze) — муніципалітет у Франції, у регіоні Нова Аквітанія, департамент Коррез. Лагенн-сюр-Авалуз утворено 1 січня 2019 року шляхом злиття муніципалітетів Лагенн i Сен-Бонне-Авалуз. Адміністративним центром муніципалітету є Лагенн. Населення — 1553 особи (01.01.2021).